# Коробов, Василий Андреевич
Васи́лий Андре́евич Ко́робов — русский воевода и дипломат, ближний дворянин великого князя Василия Иоанновича.
В 1513 году послан в Тулу 3-м воеводой со сторожевым полком для «бережения» от татар на время похода великого князя к Смоленску. В 1515 году ездил с османским послом и с московским купцом Копыл-Спячим в Константинополь с письмом Василия Иоанновича к султану Селиму I, которого великий князь просил запретить хану Крыма Менгли I Гирею союзные отношения с Литвой. В то же время Коробову было поручено хлопотать о заключении союза между Османской империей и Россией, с обязательством помогать друг другу, особенно против Литвы и Крыма, если Менгли I Гирей будет поддерживать дружбу с Сигизмундом I. Селим отвечал Василию, что пришлёт в Москву посла, но, занятый войной с Персией, не исполнил своего слова. Впрочем, тогда же были установлены правила свободной торговли для русских купцов в Азове и Кефе.
В 1521 году стоял 3-м воеводой в Кашире, когда хан Муххамед-Гирей переправился через Оку с огромным войском и пошёл к Москве. После ухода крымцев отправлен среди прочих воевод на Угру. В 1531 году находился среди воевод «в Севере на Клевени». В 1532 году 2-й наместник в Рязани. В 1555 ходил в карательную экспедицию с Большим полком на луговых черемисов.